# Nanning
|  | No s'ha de confondre amb Nanping o Nanjing. |

Nanning (en xinès: 南宁, en pinyin: Nánníng) és una ciutat-prefectura de la Xina, capital de la regió autònoma de Guangxi, al sud del país.
És coneguda com la "Ciutat Verda" a causa de la densa vegetació subtropical de la regió. La seva prefectura s'estén per una superfície de 22.189 km² i posseeix una població de 6.734.000 habitants, segons el cens del 2011.

## Història
La primera traça de la ciutat es remunta al 318 dC, durant la dinastia Jin, quan Nanning s'anomenava xian de Jinxing. Des de llavors, el seu nom i les seves fronteres han canviat diverses vegades. Rebé el nom de Yongzhou al principi de la dinastia Sui. No és fins al 1325 que la ciutat heretà el seu nom actual, Nanning. El 1914 esdevingué la capital de la regió autònoma de Guangxi substituint a Guilin.

## Turisme
Nanning és el punt fonamental entre els paisatges de Guilin coneguts per la forma peculiar de les seves muntanyes, al nord i a l'oest de Guangxi i els seus pobles de minories ètniques, i la frontera de Vietnam al sud. També es pot visitar l'Església del Sagrat Cor de Jesús de Nanning i la Catedral de Nostra Senyora de la Xina.